# Ворей
Воре́й (фр. Vaureilles, окс. Vaurelhas) — коммуна во Франции, находится в регионе Окситания. Департамент — Аверон. Входит в состав кантона Монбазан. Округ коммуны — Вильфранш-де-Руэрг.
Код INSEE коммуны — 12290.
Коммуна расположена приблизительно в 490 км к югу от Парижа, в 115 км северо-восточнее Тулузы, в 32 км к западу от Родеза.

## Население
Население коммуны на 2008 год составляло 499 человек.
| 1962 | 1968 | 1975 | 1982 | 1990 | 1999 | 2008 |
| ---- | ---- | ---- | ---- | ---- | ---- | ---- |
| 515  | 573  | 509  | 454  | 441  | 484  | 499  |

## Экономика

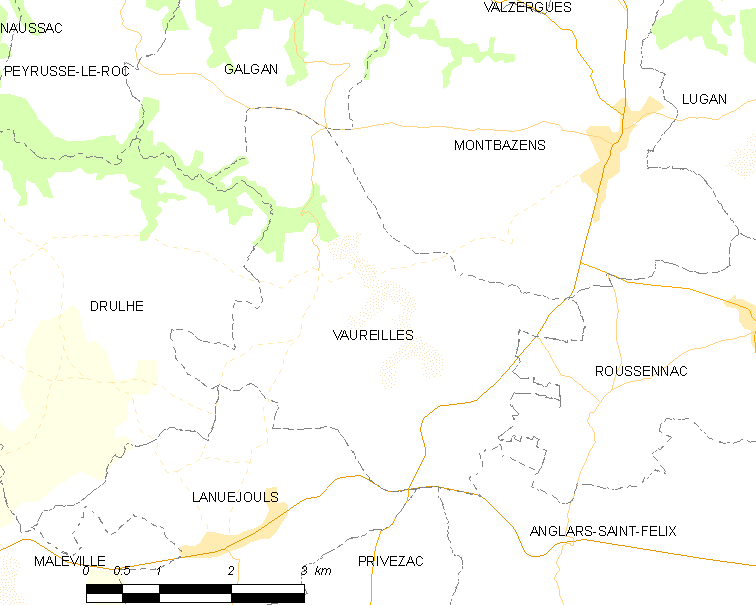
Карта коммуны

В 2007 году среди 280 человек в трудоспособном возрасте (15—64 лет) 199 были экономически активными, 81 — неактивными (показатель активности — 71,1 %, в 1999 году было 72,4 %). Из 199 активных работали 191 человек (100 мужчин и 91 женщина), безработных было 8 (5 мужчин и 3 женщины). Среди 81 неактивных 20 человек были учениками или студентами, 36 — пенсионерами, 25 были неактивными по другим причинам.